# Манон 70
«Манон 70» («Manon 70») — французько-німецько-італійський кінофільм 1968 року, знятий режисером Жаном Орелєм, з Катрін Денев у головній ролі.

## Сюжет
Манон (Катрін Денев) — аморальна, вільна духом жінка, використовує секс, щоб оточити себе відносною розкішшю. Журналіст Франсуа (Самі Фрей) бачить її в аеропорту Токіо і закохується в неї. Як тільки вони приземляються в Парижі, він робить перший крок і викрадає її у попутника. Франсуа і Манон закохуються один в одного, але брат Манон (Жан-Клод Бріалі) хоче жити зі своєю сестрою і робить перешкоди на їхньому шляху. Манон намагається зустрічатися одночасно з багатим чоловіком (Роберт Веббер), і з Франсуа.

## У ролях
- Катрін Денев: Манон
- Самі Фрей: де Гріє
- Жан-Клод Бріалі: Жан-Поль
- Ельза Мартінеллі: Енні
- Роберт Веббер: Раваджі
- Кріс Аврам: коханець Манон
- Клод Женіа: дружина Сімона
- Жан Горіні: редактор
- Пауль Гюбшмід: Сімон
- Жан Мартен: Дворецький
- Крістіна Олсен: Крістіна
- Жак Паолі: роль другого плану
- Альбер Сімон: самі
- Мануела Ван Оппен: Маргарет
- Франк Хюблер: роль другого плану
- Гі Мішель: роль другого плану
- Данте Посані: роль другого плану

## Знімальна група
- Режисер — Жан Орель
- Сценаристи — Жан Орель, Сесіль Сен-Лоран
- Оператор — Едмон Рішар
- Композитор — Серж Генсбур
- Продюсери — Робер Дорфманн, Івон Гезель, Луджі Вальдляйтнер